# Роштейн
Замок Роштейн — средневековое сторожевое укрепление в готическом стиле, расположенное неподалёку от города Тельч в чешском крае Высочина.
Предположительный возраст замка составляет более 800 лет.
Роштейн основал древний род Витковичей на границе Чехии и Моравии, чтобы оборонять свои феодальные владения. В 1423 году под напором гуситов замок был почти разрушен, но так и остался непокорённым.
Через время замок Роштейн потерял своё первоначальное применение, его новый правитель, Захариаш из Градца, переоборудовал крепость в место для семейного отдыха.
Роштейн много раз укрепляли и перестраивали. Среди его пристроек и знаменитая одноимённая башня, в которую в итоге попала молния и сожгла половину замка. В конце XX века замок был восстановлен, и из него сделали музей.